# Chitarra sul tavolo
Chitarra sul tavolo è un'opera a olio su tela (133x104 cm), realizzata nel 1914 dal pittore spagnolo Pablo Picasso e conservata al Kunsthaus di Zurigo.
Nel quadro sagome squadrate vengono sovrapposte dall'artista a imitare una chitarra.